# Richmond Park

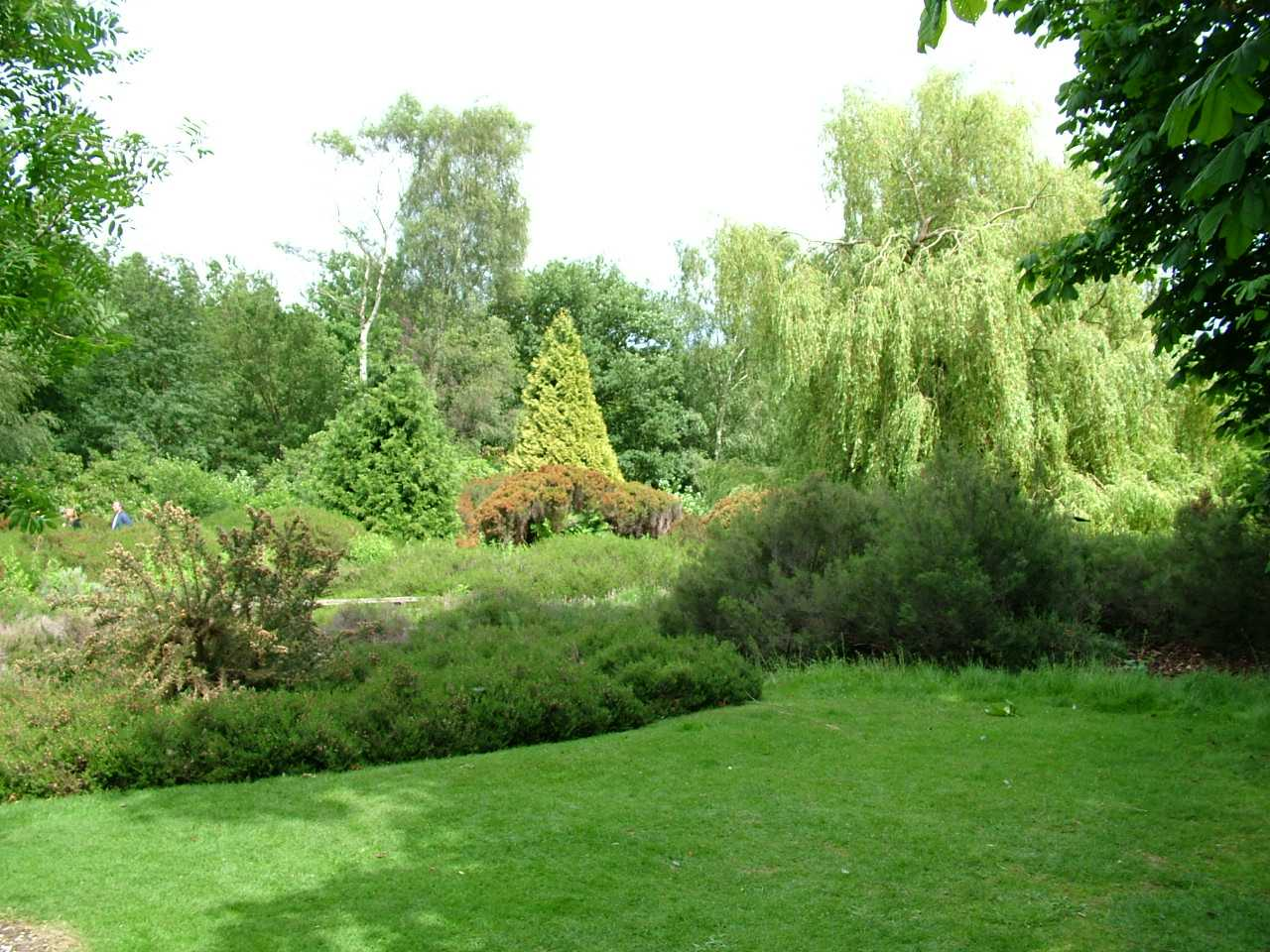
Richmond Park.

Richmond Park é um parque de 955 hectares situado na Grande Londres. É o maior dos Parques Reais de Londres e a maior área verde urbana do Reino Unido. Fica próximo da Thatched House Lodge.